# Norppujoki
Norppujoki är ett naturreservat i Pajala och Övertorneå kommuner i Norrbottens län.
Området är naturskyddat sedan 2010 och är 9,8 kvadratkilometer stort. Reservatet omfattar våtmarker och skog omkring bäcken Norppujoki. Reservatets skog består mest av gran med inslag av lövträd. 